# Атакама
Атакама је пустиња у Чилеу, потпуно безводни плато сачињен од сланог земљишта (salares), песка и бујица окамењене лаве, која се протеже од планина Анда до Пацифика.
Просечна ширина (исток-запад) је мања од 160 km али се пружа од Перуанске границе 1.000 km јужно до боливијског Алтиплана. Планине најближе океану чине пацифички обалски ланац, с просечном надморском висином од 800 метара. Колдиљера Домејко, предео у подножју Анда лежи на истоку. Пустиња Атакама заузима 105.000 km2 (41.000 sq mi), или 128.000 km2 (49.000 sq mi) ако се урачунају и неплодне ниже падине Анда. Већи део пустиње се састоји од каменитог терена, сланих језера (саларес), песка и фелзичне лаве која тече према Андима.
Пустиња Атакама је најсувља пустиња на свету (изузев можда Суве долине Макмердо на Антарктику) и потпуно је неплодна зато што је заштићена с обе стране андским и приобалним планинама. Просечне падавине у региону Antofagasta у Чилеу, који је део Атакаме, су само 3 mm годишње, а било је периода када киша није падала и по 40 година. Атакама је стара 15 милиона година и 50 пута сувља од Долине Смрти у Калифорнији. Она је толико сушна да су планине које достижу висину од 6.885 метара потпуно без глечера. Најсушнији део Атакаме назива се „двострука кишна сенка“. Пустиња дугује своју екстремну аридност константној температурној инверзији због хладне Хумболтове океанске струје која тече на север и присуства снажног Пацифичког антициклона. Најсушнији регион пустиње Атакама налази се између два планинска ланца (Анда и Чилеанског обалног ланца) довољне висине да спречи адвекцију влаге из Тихог или Атлантског океана, двостране кишне сенке.
Упркос модерним погледима на пустињу Атакама као да је потпуно лишена вегетације, у претколумбијско и колонијално доба велика равничарска област позната као Пампа дел Тамаругал била је шумовита, али потражња за огревним дрветом повезана је са ископавањем сребра и нитратина у 18. и 19. веку резултирали су у широко распрострањеној крчи шума
Године 2003. један тим истраживача је објавио извештај у Сајенс магазину под насловом „Марсовски предели у Атаками, Чилеу и граница живота микроба“ у коме су поновили тест који су користиле летелице Викинг 1 и Викинг 2, које су се спустиле на Марс да би откриле живот на тој планети. У Атаками нису успели да детектују било какав знак постојања микроба. Овај регион је по томе вероватно јединствен на свету. Атакама има богата налазишта бакра и других минерала и највећи је извор натријум нитрата – „чилске шалитре“, која је увелико експлоатисана до раних четрдесетих година прошлог века. Атакама је настањена, иако је популација врло ретка. Кроз Атакаму иде Пан-амерички ауто-пут. У оазама усред пустиње на висини од око 2.000 метара налази се село Сан Педро де Атакама. Цркву у селу су сазидали Шпанци 1577, али археолошки налази указују да је подручје Сан Педра било центар палеолитске цивилизације која је зидала камена утврђења на стрмим планинама које су окруживале долину. Европска јужна опсерваторија има две велике опсерваторије у пустињи Атакама: Ла Сиља опсерваторију и Паранал опсерваторију, са врло великим телескопима.

## Поставка
Према Светском фонду за природу, екорегион пустиње Атакама заузима непрекидан појас у дужини од скоро 1.600 km (1.000 миља) дуж уске обале северне трећине Чилеа, од близу Арике (18°24′Ј) јужно до близу Ла Серена (29°55′Ј). Национално географско друштво сматра да је обалска област јужног Перуа део пустиње Атакама и укључује пустиње јужно од региона Ика у Перуу. Међутим, други извори сматрају да је део пустиње у Перуу другачији екосистем и да би га требало правилно назвати пустињом Пампас де ла Хоја.
Перу се граничи са њим на северу, а чилеански екорегион Маторал граничи са њим на југу. На истоку се налази мање сушна Централноандска сува пуна екорегија. Сувљи део ове екорегије налази се јужно од реке Лоа између паралелних Сијера Викуња Мекена и Кордиљера Домејко. Северно од Лоа лежи Пампа дел Тамаругал.
Обалска литица северног Чилеа западно од Чилеанског обалског ланца је главна топографска карактеристика обале. Геоморфологија пустиње Атакама су Армијо и сарадници окарактерисали као нискорељефну клупу „сличну џиновској уздигнутој тераси“. Средња депресија (или Централна долина) формира низ ендорејских басена у већем делу пустиње Атакама јужно од географске ширине 19°30'Ј. Северно од ове географске ширине, средња депресија се улива у Тихи океан.

## Клима
Готово потпуни недостатак падавина је најистакнутија карактеристика пустиње Атакама.
Године 2012, зима на алтиплану донела је поплаве у Сан Педро де Атаками.
Обилне падавине су 25. марта 2015, погодиле јужни део пустиње Атакама. Поплаве које су уследиле изазвале су муљ који је погодио градове Копијапо, Тијера Амариља, Чанарал и Дијего де Алмагро, узрокујући смрт више од 100 људи.